# Ла-Пренессе
Ла-Пренессе́ (фр. La Prénessaye, брет. Perenezeg) — коммуна во Франции, находится в регионе Бретань. Департамент — Кот-д’Армор. Входит в состав кантона Лудеак. Округ коммуны — Сен-Бриё.
Код INSEE коммуны — 22255.

## География
Коммуна расположена приблизительно в 380 км к западу от Парижа, в 75 км западнее Ренна, в 38 км к югу от Сен-Бриё.

## Население
Население коммуны на 2016 год составляло 891 человек.
| 1962 | 1968 | 1975 | 1982 | 1990 | 1999 | 2008 | 2016 |
| ---- | ---- | ---- | ---- | ---- | ---- | ---- | ---- |
| 748  | 845  | 737  | 791  | 854  | 858  | 834  | 891  |

## Администрация
| Период | Период | Фамилия      | Партия        | Примечания |
| ------ | ------ | ------------ | ------------- | ---------- |
| 2001   | 2008   | Арлет Ажест  |               |            |
| 2008   |        | Даниель Тома | Разные правые | пенсионер  |

## Экономика
В 2007 году среди 488 человек в трудоспособном возрасте (15—64 лет) 350 были экономически активными, 138 — неактивными (показатель активности — 71,7 %, в 1999 году было 71,8 %). Из 350 активных работали 321 человек (186 мужчин и 135 женщин), безработных было 29 (14 мужчин и 15 женщин). Среди 138 неактивных 34 человека были учениками или студентами, 74 — пенсионерами, 30 были неактивными по другим причинам.

## Фотогалерея

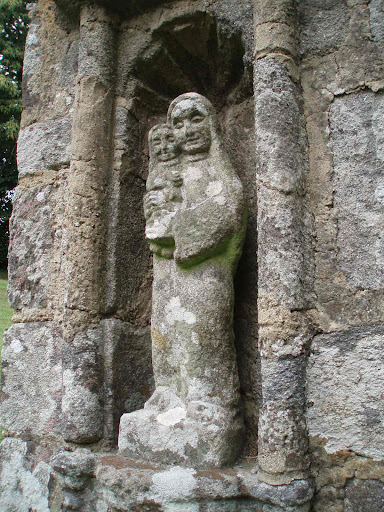
Статуя «Мадонна с младенцем» в часовне Нотр-Дам
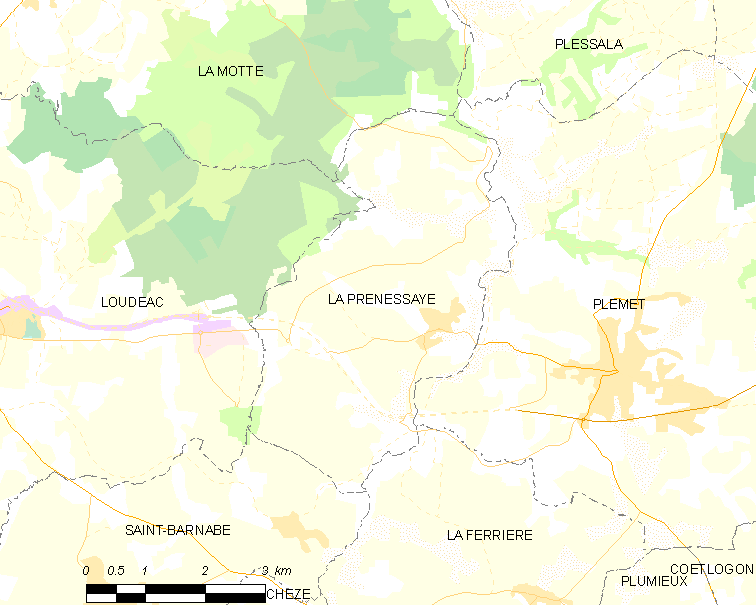
Карта коммуны